# FG Sagittae
FG Sagittae (FG Sge) es una estrella variable de características excepcionales situada en la constelación de Sagitta, la flecha.
De acuerdo a la paralaje obtenida por el satélite Hipparcos (5,38 ± 1,77 milisegundos de arco), se encuentra a 606 años luz del sistema solar.

## Características
FG Sagittae es una estrella supergigante que se encuentra en el centro de una nebulosa planetaria joven, denominada Hen 1-5, que expulsó hace unos pocos miles de años.
Ha evolucionado significativamente en los últimos años, cambiando su tipo espectral de B4Ia en 1955 a A5Ia en 1967, a F6Ia en 1972 y actualmente es una estrella naranja de tipo espectral K2Ib. Es un caso único de una estrella que en el transcurso de una vida humana ha cambiado de color azul a naranja con el subsiguiente descenso de su temperatura.
Se piensa que, en el momento de su descubrimiento, FG Sagittae era una estrella post-RAG que había comenzado a expulsar sus capas externas para formar una nebulosa planetaria.
La estrella probablemente comenzó a aumentar su brillo a finales del siglo XIX como consecuencia de la ignición nuclear de una fina capa de helio que rodeaba el núcleo inerte de oxígeno-carbono.
La enorme energía liberada en dicho proceso propició la expansión de sus capas externas; como todas las estrellas gigantes, FG Sagittae se enfrió cuando su luminosidad fue distribuida sobre un área superficial mucho más grande.
Como resultado, durante varias décadas FG Sagittae se hizo mucho más brillante pero también mucho más roja.
En última instancia, FG Sagittae es un objeto de flash del helio final, similar al Objeto de Sakurai, a punto de hacer una rápida transición hacia una enana blanca.
Las estrellas que, como FG Sagittae, se encuentran en las últimas fases de su vida sufren cambios importantes en su composición química; por una parte, comienzan a perder sus capas externas, formadas sobre todo por hidrógeno y helio, quedando una fracción cada vez mayor de la masa estelar compuesta por material resultante de la fusión nuclear.
Como muchas estrellas AGB, el espectro de FG Sagittae muestra muchos elementos provenientes del proceso-s realzados.
La abundancia de hidrógeno en su superficie está disminuyendo, posiblemente por la pérdida de masa estelar al crearse la nebulosa planetaria.
La abundancia de helio en la superficie podría estar también aumentando, lo que puede ser un signo de que está ascendiendo material desde el interior.

## Variabilidad
La variabilidad de FG Sagittae fue detectada por vez primera en 1944 por Cuno Hoffmeister.
Su magnitud aparente, que era +13 en 1900, aumentó hasta +9 durante los 60 años siguientes para volver a atenuarse hasta magnitud +14 en 1992, con un mínimo marcado de +16 en 1996. Desde los años 1990, se comporta como una variable R Coronae Borealis, con oscurecimientos y recuperaciones parciales producidos por polvo que oscurece la estrella.
Es una incógnita si este comportamiento continuará en el futuro, pero se piensa que posiblemente estos bruscos cambios proseguirán hasta que se agote el gas de la capa de helio, proceso que puede durar varios siglos.